# Tulku Urgyen Rinpoche
Tulku Urgyen Rinpoche (født 1920, død 13. februar 1996) er en tibetansk buddhistisk mester inden for dzogchen-traditionen. Han var kendt for at være meget lærd og meget kompetent. Han havde et nærtstående forhold til bl.a. den 16. karmapa.
Han har 4 sønner, der alle i dag underviser indenfor den tibetansk buddhistiske tradition, primært nyingma-linjen. Den ældste Chokyi Nyima Rinpoche, er åndelig vejleder for et buddistisk refugium på Helgenæs.
Blandt hans bøger er:
- As it is Vol. I og II.
- Rainbow Painting
- Vajra Speech
- Repeating the words of the buddha (på dansk "Når skyerne forsvinder")

Der er for nylig udkommet en erindringsbog om ham: Blazing Splendor.